# 2007年热带风暴达利拉
热带风暴达利拉（英語：Tropical Storm Dalila）是2007年7月下旬在墨西哥西部引发洪灾的一个热带气旋，也是2007年太平洋飓风季形成的第7个热带低气压和第4场获得命名的风暴。系统源于7月22日墨西哥西南方向较远处海域的东风波，起初因受东北向风切变影响而显杂乱无章，但经过发展还是在7月24日升级成热带风暴并获名“达利拉”。接下来24小时里，气旋稳步向西北方向移动，强度略有提升，于次日清晨达到风力时速95公里的最高强度。此后不久，达利拉于7月25日穿过索科罗岛（或是从距该岛非常近的洋面经过）。风暴迂回向西北偏西方向前进，并因行经海域水温逐渐降低而缓慢减弱。7月27日，气旋降级成热带低气压，并在几小时后逐渐退化成残留低气压区。
虽然达利拉曾以最高强度从索科罗岛上空（或其附近）经过，但却没有任何报道表明风暴在当地造成破坏或人员伤亡。气旋的外围雨带在墨西哥本土产生暴雨，特别是南下加利福尼亚州和哈利斯科州部分地区，最高降雨量超过410毫米。哈利斯科州是洪灾最严重的地区，许多街道被超过1.8米的洪水淹没，还发生多起交通事故。此外，当地还有50户民宅被毁，约200人因此无家可归。经过确认，共有11人在墨西哥丧生，并且全部发生在哈利斯科州，其中大部分属溺毙。达利拉及其残留还在南下加利福尼亚州部分地区产生暴雨，但没有报道表明当地发生洪灾。

## 气象历史
7月17日，有东风波进入东太平洋，并于两天后在特万特佩克湾东南偏南方向数百英里海域催生出低气压区。美国国家飓风中心至此开始针对系统发布热带天气展望，称系统有可能经过缓慢发展，于48小时内发展成热带气旋。系统内的对流活动有所增长，气象机构于7月21日清晨开始启用德沃夏克卫星分类法。当天公布的另一份热带天气展望表明，气旋环流的组织结构已有改善。经过进一步发展，系统于协调世界时7月22日凌晨0点在曼萨尼约以南约740公里洋面发展成本季第七号热带低气压。虽然气旋受到强烈上层高气压区产生的中等强度风切变影响，但美国国家飓风中心认为系统的强化过程不会受到影响。但热带低气压实际上未能得以显著增强，组织结构仍然杂乱无章，环流从东南向西南方向拉长，深层对流也移位至中心以西。7月23日清晨，环流中心西南方向有深层对流爆发，卫星图像表明气旋内发展出带状特征。
气象部门直至7月23日晚仍然预计低气压会显著强化，最大持续风速达到风力时速110公里，仅略低于飓风标准。最终低气压于7月24日凌晨0点升级成热带风暴并获名“达利拉”（Dalila）。风切变正如气象机构预计的那样减少，美国国家飓风中心因此于7月26日清晨再度预测气旋会达到风速每小时110公里的最高强度。但达利拉实际上是在7月25日凌晨0点达到风力时速95公里、最低气压995毫巴（百帕，29.4英寸汞柱）的最高强度，并于不久后从距索科罗岛非常近的洋面经过。7月25日晚，达利拉迂回向西北偏西方向移动，行经海域水温逐渐降低，云层格局因此渐趋混乱，风暴逐渐减弱。气旋迅速消亡，美国国家飓风中心称“达利亚正以快过预期的速度收尾”。7月27日清晨，风暴降级成热带低气压。气旋内当天出现连续12小时没有任何深层对流的情况，美国国家飓风中心因此于7月27日晚停止针对达利亚发布公告，宣布风暴已在下加利福尼亚州最南端以西约740公里洋面退化成残留低气压区。系统残留接下来几天向西北偏西方向前进，又于7月29日转向西南偏西。7月30日，达利拉的残留向南飘流，于当天下午在下加利福尼亚州以西约1100公里海域消散。

## 影响和善后
达利亚自始至终远离墨西哥本土，因此气象机构没有发布热带气旋警告。不过，墨西哥民防部门于7月23日要求南下加利福尼亚州、科利马州、哈利斯科州、米却肯州和纳亚里特州进入蓝色警戒状态。与此同时，科利马州、哈利斯科州和米却肯州也发布“绿色预警”。7月22日，墨西哥西部部分地区降雨量超过410毫米。暴雨在哈利斯科州引发洪灾，夺走11条人命。有3人因面包车冲入洪水淹没的道路溺毙，另有1人因车被冲入河中遇难。此外，附近的水力发电站还有1人淹死。一列火车在被淹的铁路上出轨，导致4人丧生，另有5人受伤，其中两人伤势严重。有3人因面包车冲入洪水淹没的道路溺毙，另有1人因车被冲入河中遇难。此外，附近的水力发电站还有1人淹死。一列火车在被淹的铁路上出轨，导致4人丧生，另有5人受伤，其中两人伤势严重。深达2米的洪水淹没多条道路，致使45辆车被困，还导致75起交通事故，至少25人因此受伤。哈利斯科州有约50户民居被风暴摧毁，致使约200人流离失所。
米却肯州也发生严重洪灾，萨莫拉的降雨量高达400毫米，该市官员称有10个街区被淹。米却肯州乡间有约40户民宅被暴雨和冰雹摧毁。风暴在格雷罗州港口城市阿卡普尔科近海催生出多场海龙卷风。风暴减弱后又在南下加利福尼亚州部分地区产生暴雨，该州近海风高浪急。虽然达利拉以风力时速95公里的最高强度从索科罗岛上空经过，但没有任何报道表明当地因此受到破坏或出现人员伤亡。风暴过去后，墨西哥政府向灾民提供毛毯、床单、硬纸板和特殊护理。